# Shijian 11-02
Shijian-11-02  (deutsch: Übung 11-02) ist ein chinesischer Experimentalsatellit.

## Geschichte
Der von der China Spacesat Co. Ltd unter Leitung der China Aerospace Science and Technology Corporation (CASC) entwickelte Satellit wurde am 29. Juli 2011 um 7:42 Uhr UTC von einer zweistufigen Trägerrakete vom Typ Langer Marsch 2C vom Kosmodrom Jiuquan in der Provinz Gansu in eine niedrige Erdumlaufbahn gebracht. Er soll experimentellen wissenschaftlichen und ingenieurtechnischen Zwecken dienen sowie Mess- und Kommunikationsaufgaben erledigen, wobei westliche Beobachter ihn für einen experimentellen Frühwarnsatelliten halten. Die Starts der Vorgänger Shijian-11-01 (2009-061A), Shijian-12 (2010-027A) und Shijian-11-03 erfolgten am 12. November 2009, am 15. Juni 2010 und am 6. Juli 2011.